# Place de l'Oratoire (Paris)
La place de l'Oratoire est une ancienne voie de Paris située dans l'ancien 4e arrondissement (actuel 1er arrondissement)

## Situation
Cette voie était située dans le quartier Saint-Honoré, côté ouest, et quartier du Louvre, côté est. Au moment de sa suppression dans les années 1850, elle commençait place du Louvre et rue d'Angiviller et finissait rue de la Bibliothèque,,.

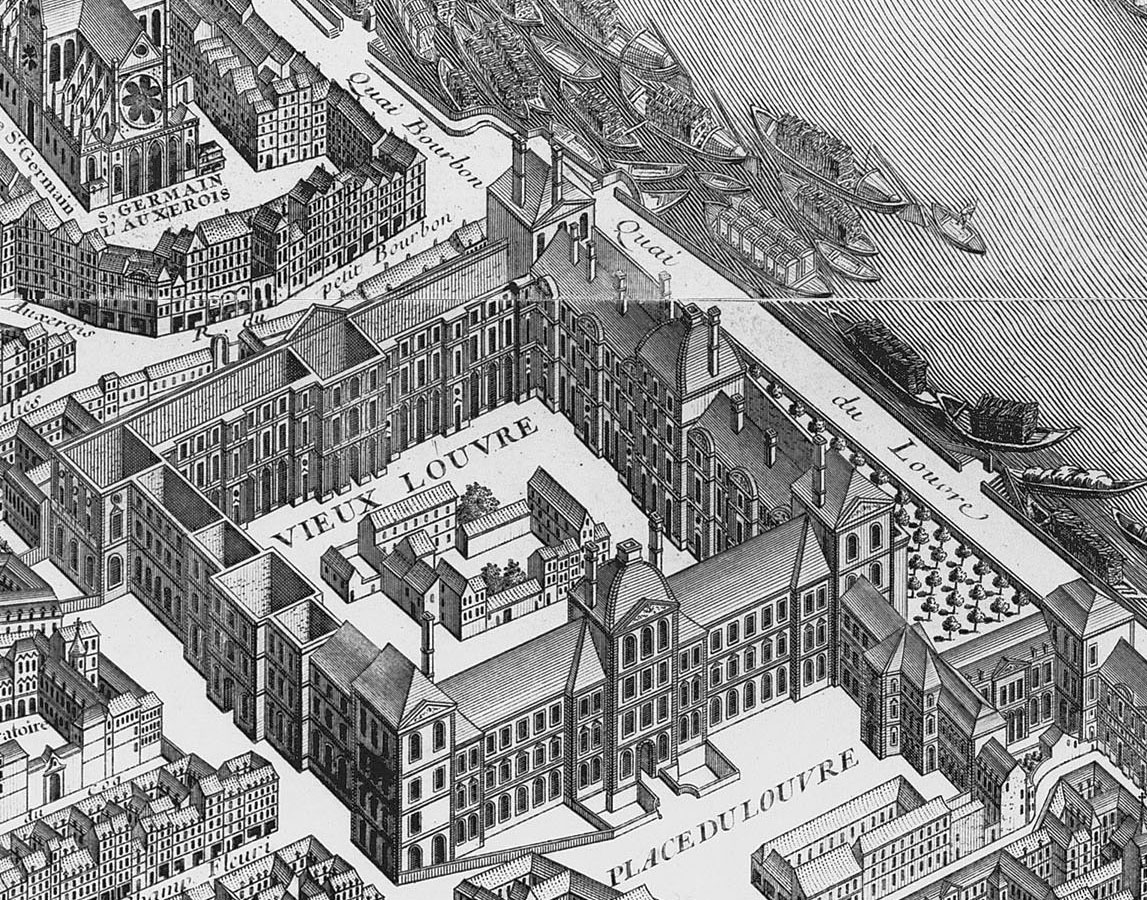
La place de l'Oratoire, sur un extrait du plan de Turgot.
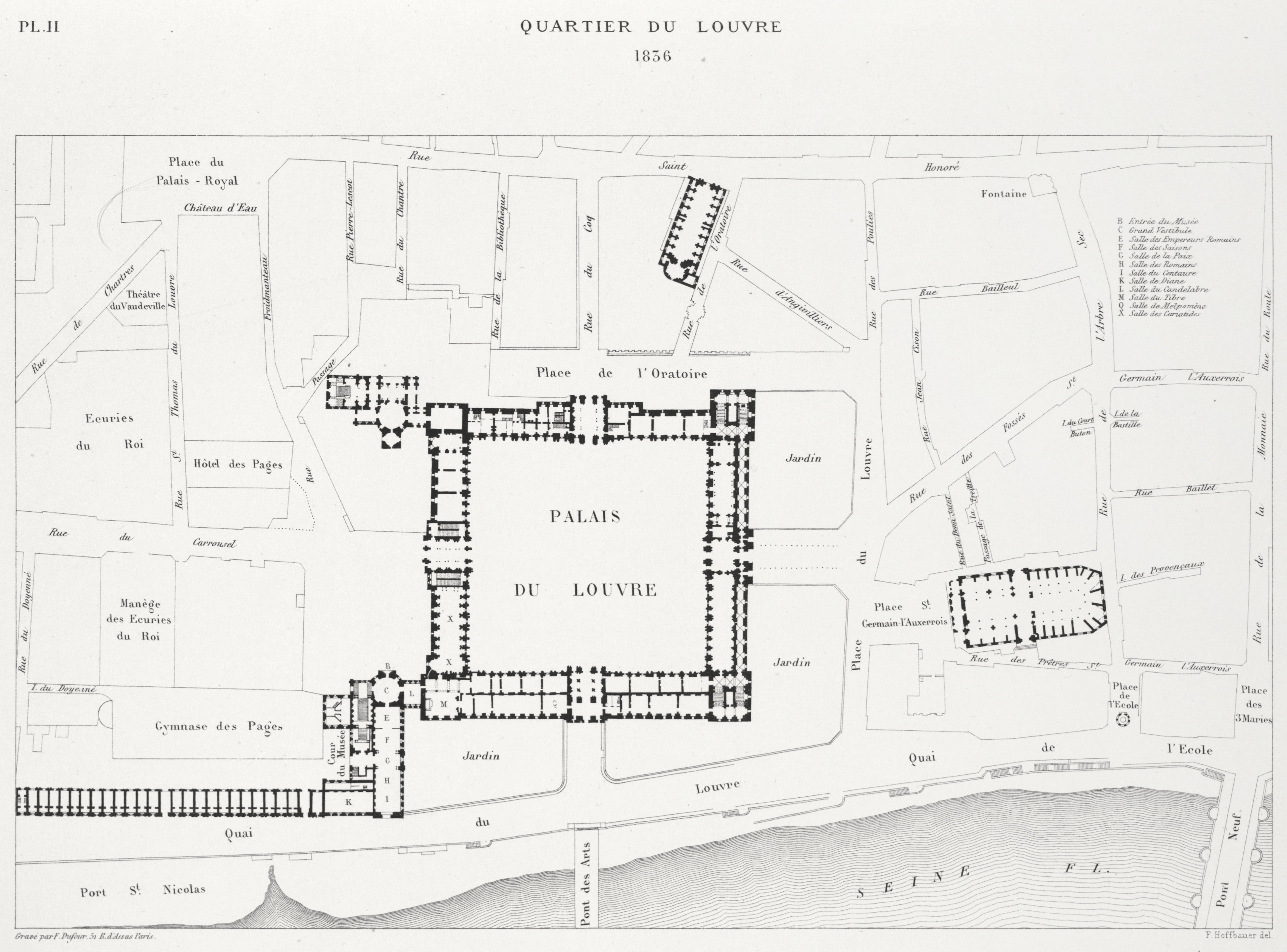
La place de l'Oratoire au nord du vieux Louvre, en 1836.

## Origine du nom
Elle porte ce nom en raison de la proximité du temple protestant de l'Oratoire du Louvre, siège jusqu'à la Révolution de la Société de l'Oratoire de Jésus et de Marie.

## Historique

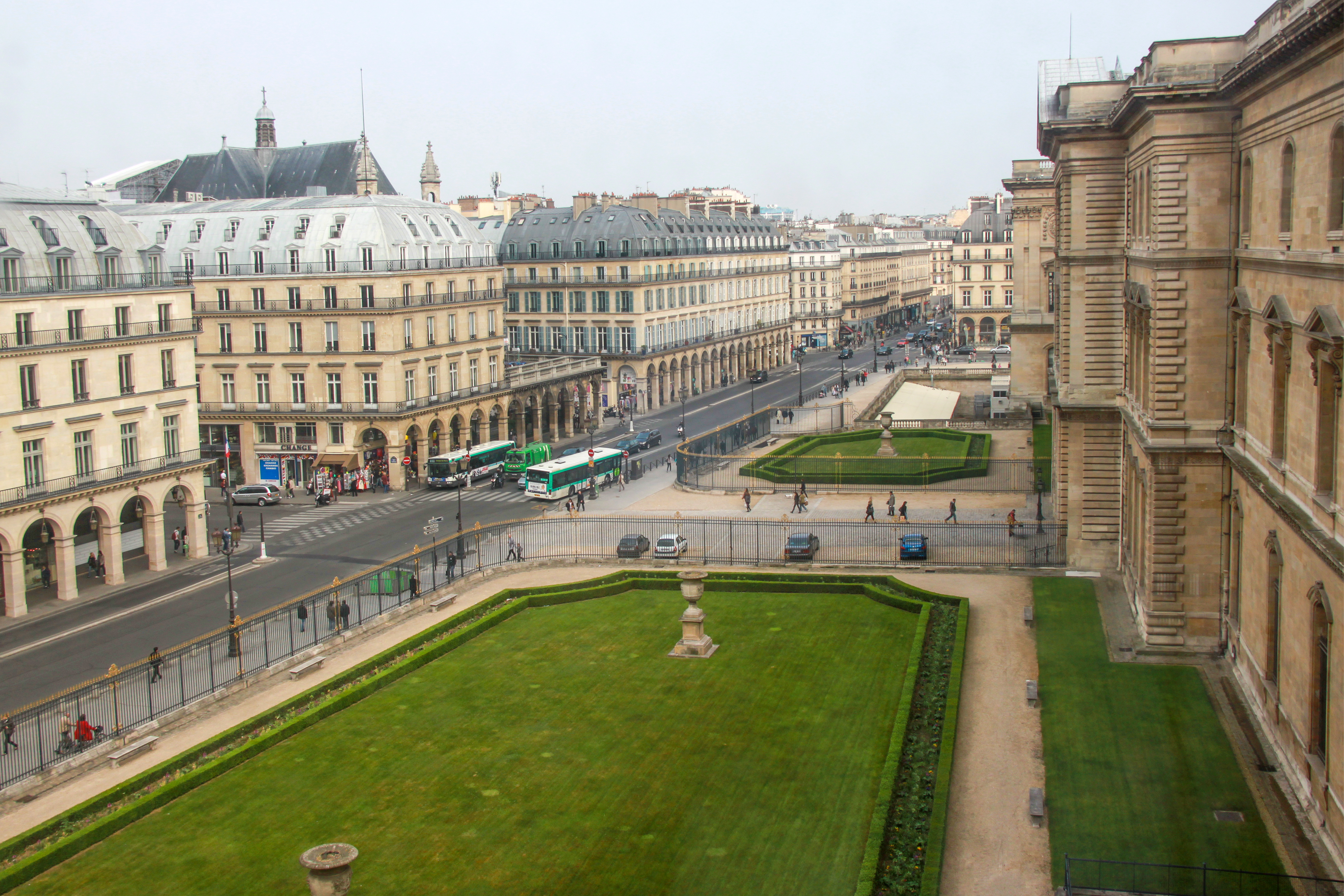
L'emplacement de l'ancienne place de l'Oratoire en 2011.

Une ordonnance royale du 26 décembre 1758 prévoit que « ayant ordonné la confection du Louvre, et voulant en faciliter les abords par une place depuis le péristyle jusqu'au portail de Saint-Germain-l'Auxerrois, dans une étendue parallèle au péristyle, à prendre depuis le quai jusqu'à la distance de 10 toises au-delà du pavillon du côté des prêtres de l'Oratoire, isoler la face du côté des prêtres de l'Oratoire, dans la longueur depuis la rencontre de celle dite ci-dessus passant devant le portail de Saint-Germain-l'Auxerrois jusqu'à l'angle de la rue Froidmanteau, etc. ». Elle dégage alors la façade le l'hôtel du Bouchage, couvent des prêtres de l'Oratoire.
Elle n'est percée qu'entre la rue de l'Oratoire et la rue du Coq (actuelle rue de Marengo). Elle absorbe la rue de Beauvais (ou de Biauvoir).
En 1793, elle est renommée « place de la Liberté ». Elle est baptisée plus tard « place latérale du Palais des Sciences et des Arts ».
Le 26 février 1806, un décret arrête par les « plans généraux des embellissements de Paris, vis-à vis la façade du Louvre ». Il est ordonné d'abattre les cours et jardins, en vis-à-vis de l'hôtel d'Angiviller. La place est nommée « place de Marengo », puis en 1814 « place de l'Oratoire ». Vers cette époque, elle est prolongée à l'est jusqu'à la rue de la Bibliothèque.
Dans les années 1850, il est décidé d'achever le projet de réunion du Louvre et des Tuileries et de prolonger la rue de Rivoli à l'est de la rue de Rohan,,,. La place est alors supprimée et rattachée à la rue de Rivoli.

## Bâtiments remarquables et lieux de mémoire
- No 4 : emplacement, en 1838, de la Librairie historiques d'ouvrages, journaux, caricatures, autographes, etc ... relatifs à la Révolution, éphémère succursale de la maison Techener qui plaça à sa tête son employé François Noël Thibault, dit Noël France, futur père d'Anatole France, qui se rendit acquéreur de l'établissement en 1839 ou 1840, le renomma Librairie politique ancienne et moderne de France-Thibault et le transféra dans l'immeuble voisin (no 6)[9],[10]